# Trubbnoshörning
Trubbnoshörningen eller vita noshörningen (Ceratotherium simum) är en art i familjen noshörningar. Namnet vit noshörning är en översättning av engelskans white rhino, som har sitt ursprung i engelsmännens missuppfattning av boerns namn "wyd muil", ungefär vid (bred) mule.

## Utseende
Djuret har en bred mule, vilken är ämnad för att beta gräs. Kroppslängden, alltså huvud och bål, ligger mellan 335 och 420 cm och boghöjden mellan 150 och 185 cm. Vikten varierar mellan 1 400 och 1 800 kg för honor och mellan 2 000 och 3 600 kg för hanar. Svansen är med en längd av 50 till 70 cm jämförelsevis kort och bär bara vid slutet några tydliga hår. Annars finns tydliga hår bara på ögonlocken och vid öronens kanter. På övriga huden kan det finnas mycket glest fördelade och nästan osynliga hår. Trubbnoshörningen har en grå till gulbrun kroppsfärg.
Det främre hornet kan bli 150 cm lång men når vanligen en längd omkring 60 cm. Med upp till 50 cm längd är det andra hornet tydlig kortare. Honor har vanligen längre och smalare horn än hanar.

## Utbredning och habitat
Arten förekommer naturligt på den afrikanska savannen och liknande slätter, som är täckta av gräs och buskar.

## Ekologi
Djuret äter huvudsakligen gräs men i viss mån även andra växter. Arten rör sig ibland över längre sträckor med en hastighet av 24 km/h och vid behov kan den nå en hastighet av 40 km/h. Trubbnoshörningen är främst aktiv under morgonen och under senare eftermiddagen. Den vilar under dagens hetaste timmar på en skuggig och fuktig plats.
I motsats till de andra noshörningarna bildar trubbnoshörningar även grupper med omkring tio individer. Gruppen består oftast av några honor och deras ungar. Ibland ingår även hanar i gruppen så länge de håller avstånd från flockens icke parningsberedda honor.
Den nordliga underarten hade sin parningstid mellan februari och maj men gäller som utdöd i vilt tillstånd. För den sydliga underarten finns inga särskilda parningstider. Efter dräktigheten som varar mellan 548 och 578 dygn (cirka 18 till 19 månader) föder honan vanligen en enda unge. Honan får en kalv vart fjärde eller femte år. Ungdjur blir könsmogna efter cirka fem år  och åtskilliga honor redan vid tre års ålder.

## Systematik
Trubbnoshörning förekommer i två underarter vilka sannolikt delades för mer än 500 000 år sedan. Den sydliga underarten är för närvarande inte starkt hotad, det finns över 16 000 exemplar och den jagas vid så kallad souvenirjakt, alltså för hornen.
Den nordliga underarten förekom med mindre än 60 exemplar i nationalparken Garamba i Kongo-Kinshasa och räknades tillsammans med javanoshörningen som den mest hotade populationen av noshörningar på jorden. År 2008 räknade man med fyra levande exemplar i frihet, i nationalparken, men 2011 kunde dessa inte återfinnas längre. Arten räknas som utdöd i vilt tillstånd, och sannolikt är de enda levande djuren av den nordliga trubbnoshörningen två stycken honor som lever i fångenskap. Den sista hanen av arten avled den 19 mars 2018, i Ol Pejeta Conservancy i Laikipia i Kenya, på grund av åldersåkommor och infektioner som kraftigt förvärrats.  Forskare har emellertid i början av september 2011 meddelat att de har lyckats ta fram stamceller av nordlig trubbnoshörning. Detta kan vara en väg att skapa nya individer av arten och därmed bevara den för framtiden.

## Kända trubbnoshörningar
- Izala
- Nelson
- Newton
- Sudan